# Zuzana Chalupová

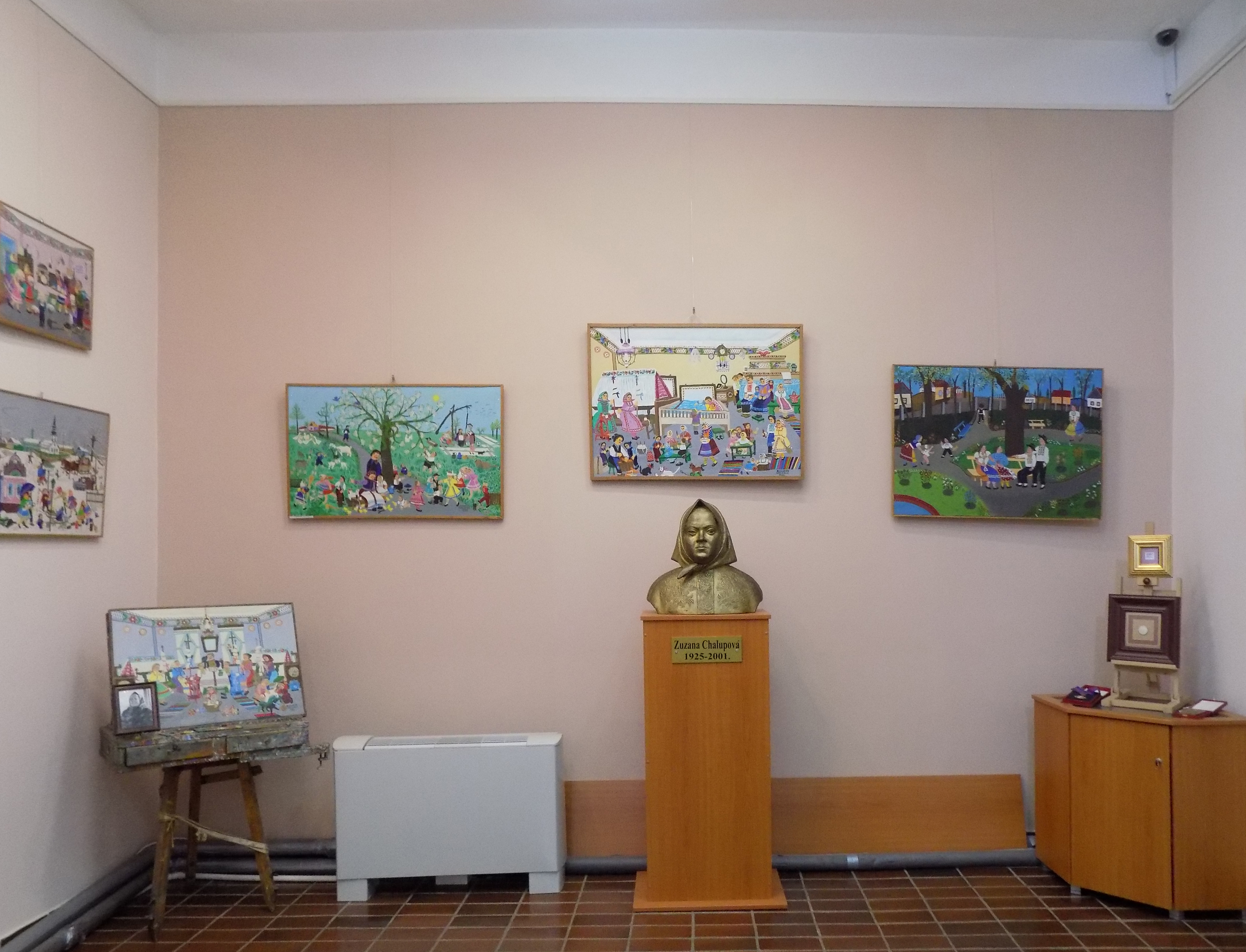
Przestrzeń w Galerii Sztuki Naiwnej w Kovačicy poświęcona Zuzanie Chalupovej

Zuzana Chalupová cyr. Зузана Халупова (ur. 5 lutego 1925 w Kovačicy, zm. 1 sierpnia 2001 w Belgradzie) – malarka serbska i jugosłowiańska, pochodzenia słowackiego, przedstawicielka prymitywizmu.

## Życiorys
Przerwała naukę po ukończeniu piątej klasy szkoły powszechnej. Od lat 50. zajmowała się tkaniem chust, koszul i gobelinów. Dzięki środkom pozyskanym ze sprzedaży gobelinów kupiła farby olejne i zajęła się malowaniem obrazów. W 1964 powstał jej pierwszy obraz Mlaćenje konoplja. Kolejne prace Chalupovej prezentowano w Muzeum Sztuki Naiwnej w Svetozarevie, a także podczas corocznego festiwalu Kovačički oktobar. Pierwszą wystawę indywidualną malarki zorganizowano w 1968 w Dubrowniku. Prace Chalupovej prezentowano m.in. w Paryżu, Nowym Jorku, Zurychu, Kopenhadze i w Sztokholmie.
Zajmowała się działalnością charytatywną. Monumentalny obraz przedstawiający dzieci z pracownikami Czerwonego Krzyża przekazała na rzecz MCK. W 1978 namalowała obraz Zaštitimo spomenike kulture (Chrońmy dziedzictwo kultury) przeznaczony dla Instytutu Ochrony Pomników Kultury w Serbii. Na obrazie znalazł się klasztor w Gračanicy i pomnik Pobednik z belgradzkiego Kalemegdanu, a także mnisi prawosławni razem z dziećmi w tradycyjnych słowackich strojach ludowych. Obraz Zima autorstwa Chalupovej znalazł się na pocztówkach wydanych w 1974 przez UNICEF.
Była mężatką (mąż Adam zmarł w 1974), nie miała dzieci. Zmarła w Belgradzie, spoczywa w Kovačicy.

## Twórczość
Dorobek twórczy Chalupovej stanowi ponad tysiąc obrazów. Większość z nich stanowią pejzaże, liczne zawierają motywy biblijne, a także postacie dzieci albo dorosłych wyglądających jak dzieci. Znaczną część obrazów gromadzi Galeria Sztuki Naiwnej w Kovačicy.

## Nagrody i wyróżnienia
Za swoją działalność artystyczną Zuzana Chalupová została wyróżniona słowackim Orderem Cyryla i Metodego.

Ekspozycja prac Zuzany Chalupowej w Galerii Sztuki Naiwnej w Kovačicy
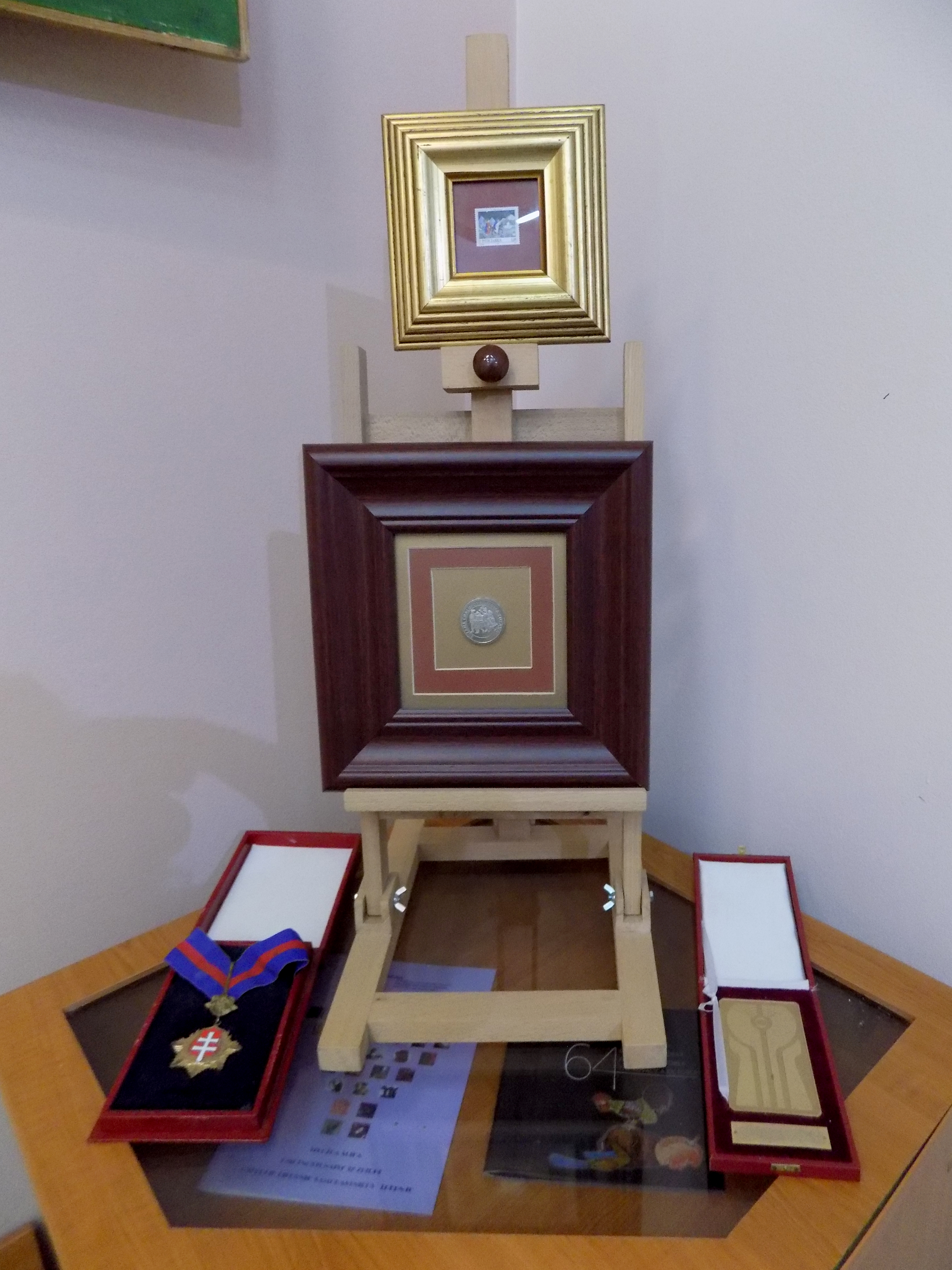
Nagrody przyznane Zuzanie Chalupovej
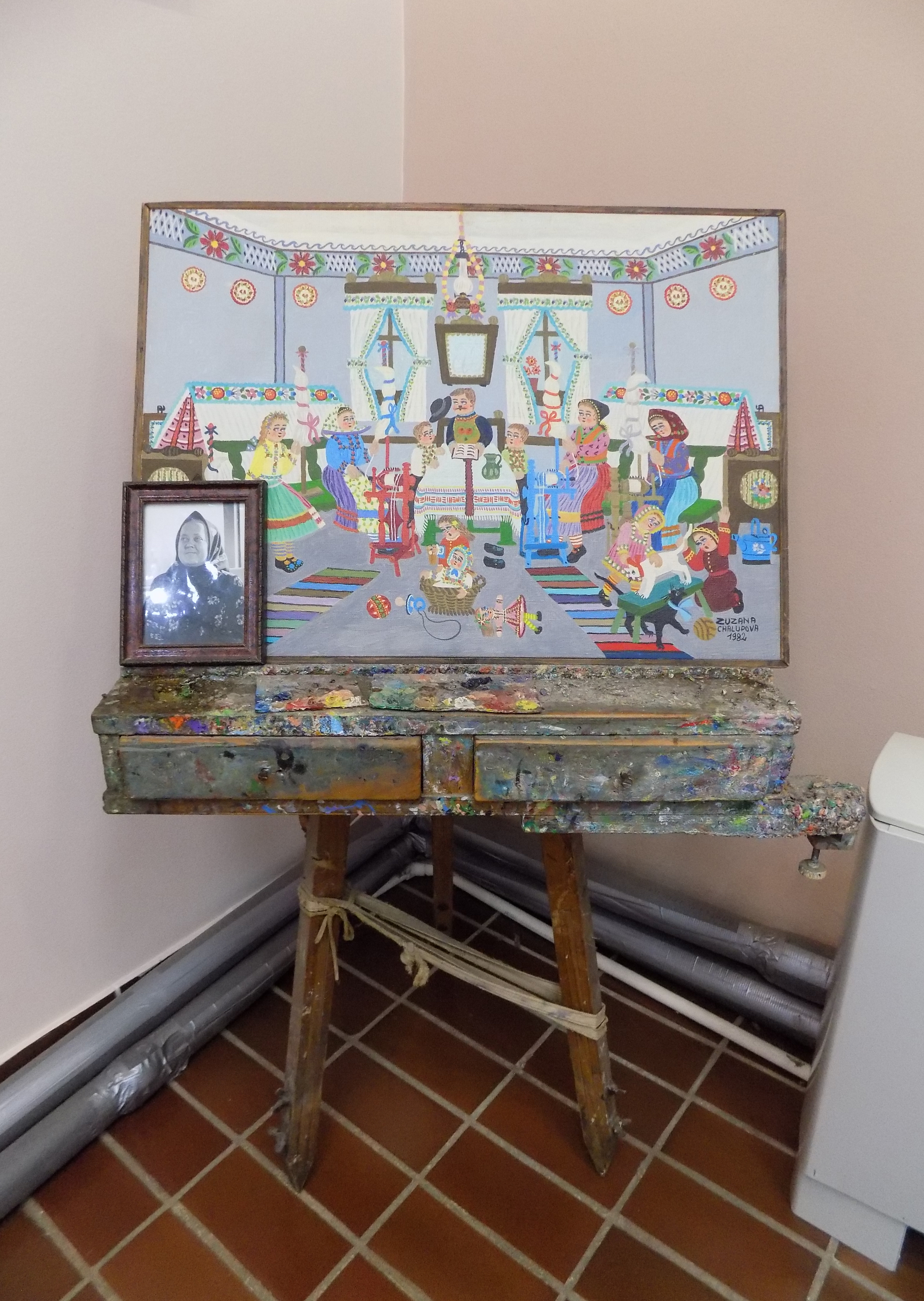
Sztaluga Zuzany Chalupovej
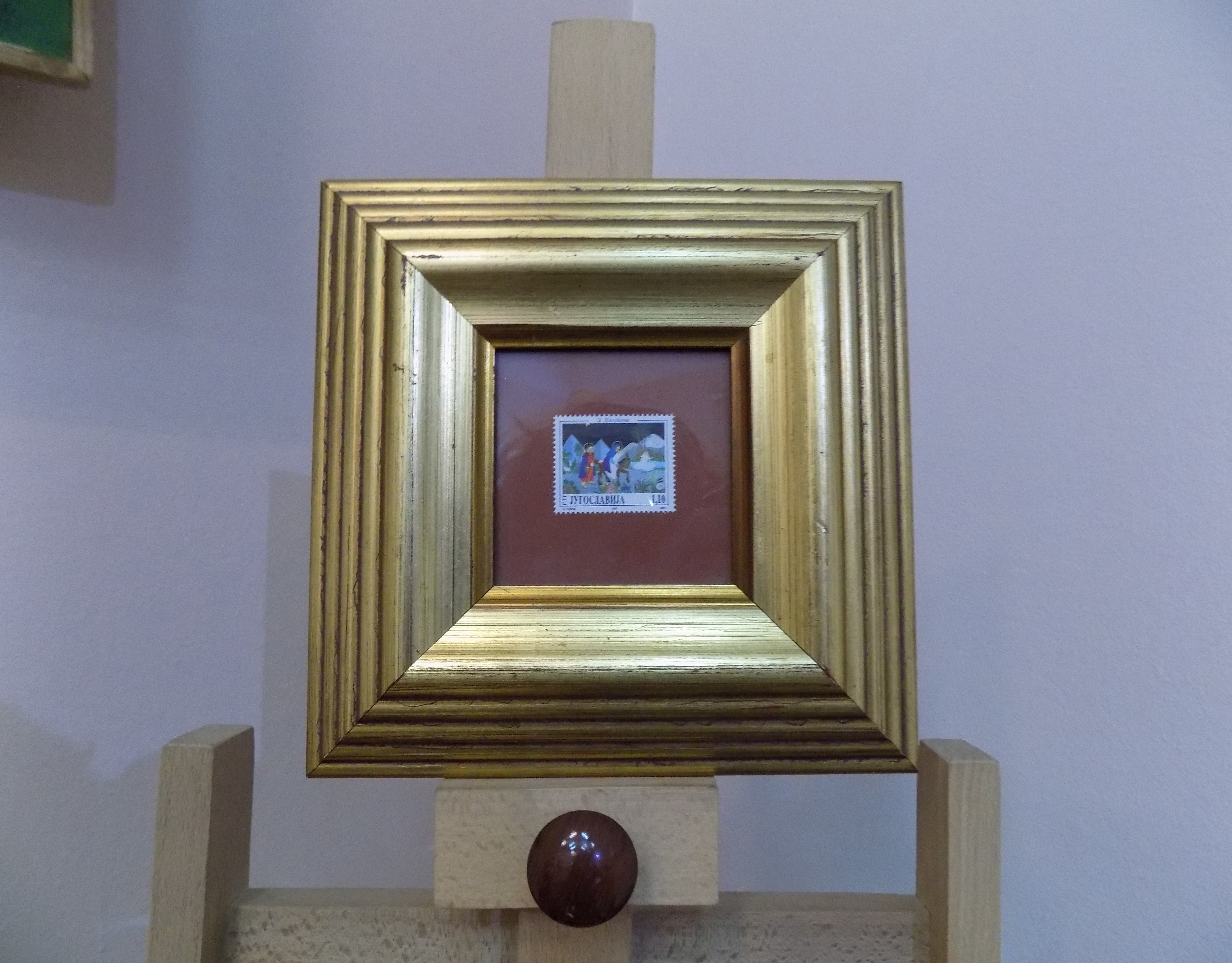
Obraz Zuzany Chalupovej na znaczku pocztowym